# Добріца
Добріца (рум. Dobrița) — село у повіті Горж в Румунії. Входить до складу комуни Рунку.
Село розташоване на відстані 243 км на захід від Бухареста, 13 км на північний захід від Тиргу-Жіу, 103 км на північний захід від Крайови.

## Населення
За даними перепису населення 2002 року у селі проживали 1256 осіб, з них 1254 особи (99,8%) румунів. Рідною мовою 1254 особи (99,8%) назвали румунську.